# Dinfna
Dinfna o Dimpna (VII secolo – Geel, VII secolo) era una giovane di origine irlandese che subì il martirio per mano di suo padre nell'odierno Belgio.

## Biografia

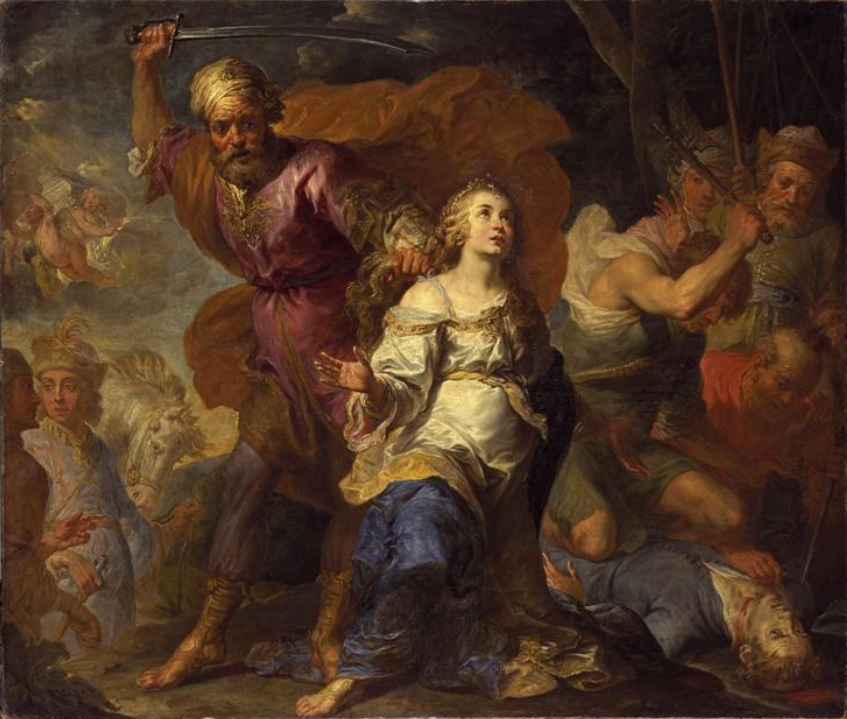
Il martirio di santa Dinfna e san Gereberno, di Gerard Seghers

Era figlia di un capo pagano irlandese chiamato Damon, e di una bellissima donna, devota cristiana, il cui nome è ignoto. La ragazza fu cresciuta sin dalla nascita da un prete, Gerebernus, che la battezzò. 
Il padre era affetto da qualche genere di malattia mentale; la madre morì quando lei aveva 14 anni, e suo padre viaggiò in tutto il mondo occidentale alla ricerca di un'altra donna,  non trovandola; rincasato, vide che la figlia era bella quanto la madre e, reso folle dal dolore, cercò di sostituirla con lei. Dinfna, per sottrarsi alle sue mire incestuose, fuggì col suo anziano confessore Gerebernus nel continente e i due, sbarcati ad Anversa, raggiunsero i boschi che circondavano la foresta di Geel (ora in Belgio). Damon li inseguì, giungendo anch'egli in Belgio: ivi, un oste rifiutò le sue monete straniere, sapendo che erano difficili da cambiare. Dato ch'era insolito per un taverniere di villaggio conoscere le valute straniere e che aveva già visto la sua, Damon capì che sua figlia era vicina, e concentrò le ricerche nella zona. Li trovò infine presso la Cappella di San Martino a Geel dove i due, credendosi al sicuro, si erano votati alla vita contemplativa. Decapitò subito il sacerdote, e poi anche la figlia, quando questa rifiutò nuovamente di arrendersi al genitore. 
Al momento della morte, Dinfna era solo quindicenne; i due santi vennero sepolti dalla gente del luogo dentro a una caverna, in semplici sarcofagi di pietra i cui resti esistono ancora. Le reliquie di Dinfna sono custodite a Geel, mentre quelle di Gerebernus a Xanten.

## Culto

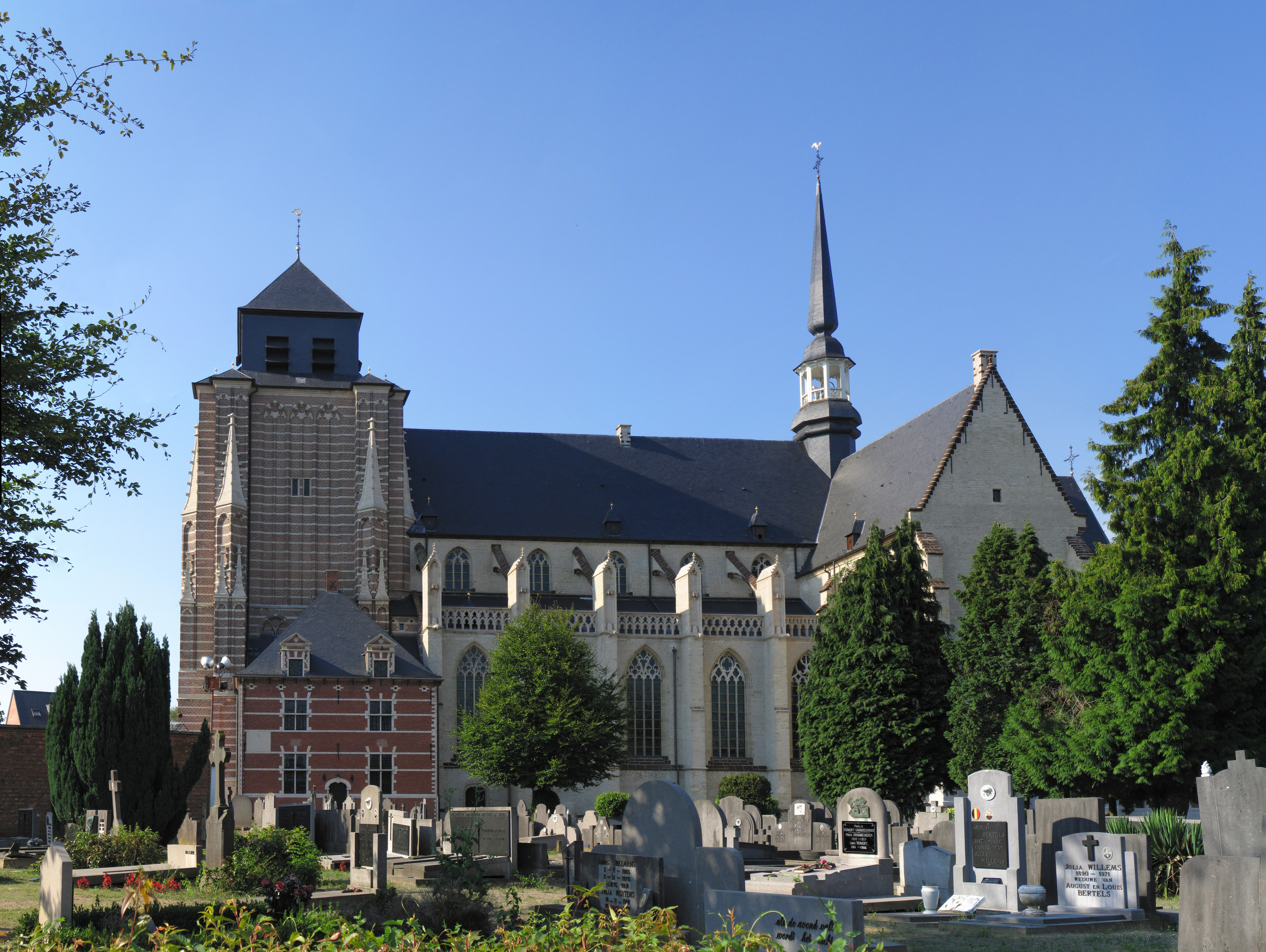
La chiesa di Santa Dinfna a Geel

Sul luogo ove era avvenuto il martirio si susseguirono svariati miracoli, fra cui la cura di persone malate di mente o possedute, e anche le reliquie di Dinfna sono dette in possesso di tali capacità: si tramanda che, durante la messa per la loro traslazione, tutti i malati di mente presenti siano stati guariti. La santa venne perciò dichiarata patrona delle persone affette da malattie mentali (espressione che comprendeva allora anche disagi neurologici, quali sonnambulismo ed epilessia). Nel 1286 venne costruita, accanto alla cappella a lei dedicata, anche una casa per ospitare i sempre più numerosi pellegrini, e in seguito un vero e proprio istituto psichiatrico, fondato nel IX secolo, attivo ancora oggi. Un santuario venne completato nel 1749. 
Essendo però i pellegrini che affluivano invocando una grazia sempre troppo numerosi, le autorità ecclesiastiche si rivolsero sin dagli inizi ai cittadini di Geel, chiedendo loro di condividere i loro sforzi e di aiutarli nel gestire i malati, seguendo anche l'esempio assistenziale di Gerebernus. Ciò ha dato luogo lungo i secoli ad un famosissimo e unico metodo nel mondo di trattamento psichiatrico, in cui è la cittadina stessa ad accudire i malati mentali, che sono (usando un termine moderno) deistituzionalizzati e partecipano alla vita sociale del paese; tale metodo è ora diffuso, ma ai tempi era estremamente innovativo.
Nonostante Dinfna sia morta nel VII secolo, la sua agiografia fu scritta solo nel 1247 da un canonico della chiesa di Sant'Auberto a Cambrai, chiamato Piero; ufficialmente, egli basò il suo resoconto sulle tradizioni orali, ma più probabilmente attinse al folclore locale. La santa era in origine commemorata il 15 maggio, ma è poi stata spostata al 30 dello stesso mese.
È patrona, oltre che delle persone affette da disagi mentali e neurologici, anche dei loro luoghi di cura e delle professioni mediche dedicate (come gli psichiatri), nonché delle principesse, delle vittime d'incesto e di stupro, per la perdita dei genitori e per la felicità in famiglia.